# Tennessee Titans 2014
La stagione 2014 dei Tennessee Titans è stata la 45ª della franchigia nella National Football League, la 55ª complessiva La squadra terminò con un record di 2-14, il peggiore della lega assieme ai Tampa Bay Buccaneers e il peggiore della franchigia dal 1994 quando era ancora nota come Houston Oilers.

## Scelte nel Draft 2014

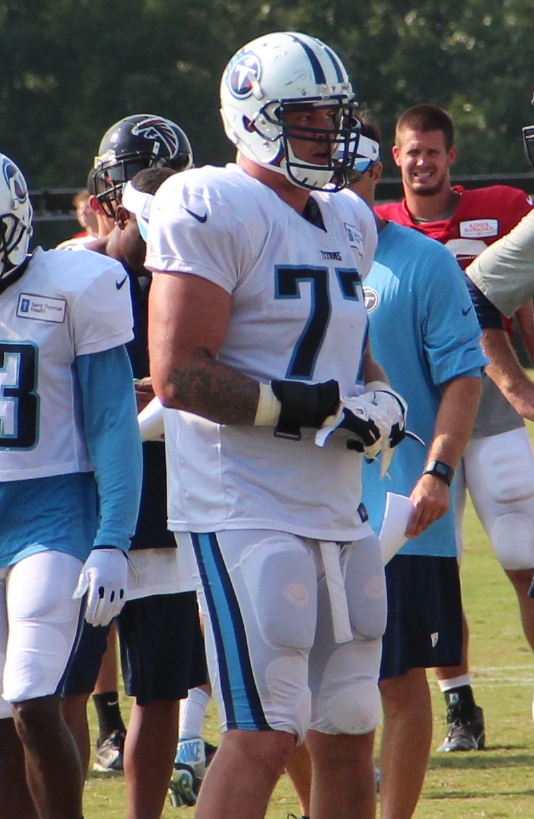
La scelta del primo giro del draft Taylor Lewan nel training camp 2014

| Scelte dei Titans nel Draft 2014 |         |                   |                  |            |
| Giro                             | Scelta  | Giocatore         | Ruolo            | College    |
| 1                                | 11      | Taylor Lewan      | Offensive tackle | Michigan   |
| 2                                | 54      | Bishop Sankey     | Running back     | Washington |
| 3                                | Nessuna | Nessuna           | Nessuna          | Nessuna    |
| 4                                | 112     | DaQuan Jones      | Defensive tackle | Penn State |
| 4                                | 122     | Marqueston Huff   | Safety           | Wyoming    |
| 5                                | 151     | Avery Williamson  | Linebacker       | Kentucky   |
| 6                                | 178     | Zach Mettenberger | Quarterback      | LSU        |
| 7                                | Nessuna | Nessuna           | Nessuna          | Nessuna    |

## Calendario
| Stagione regolare |                         |                    |                    |                         |
| Turno             | Avversario              | Risultato          | Record             | Stadio                  |
| 1                 | at Kansas City Chiefs   | V 26–10            | 1–0                | Arrowhead Stadium       |
| 2                 | Dallas Cowboys          | S 10–26            | 1–1                | LP Field                |
| 3                 | at Cincinnati Bengals   | S 7–33             | 1–2                | Paul Brown Stadium      |
| 4                 | at Indianapolis Colts   | S 17–41            | 1–3                | Lucas Oil Stadium       |
| 5                 | Cleveland Browns        | S 28–29            | 1–4                | LP Field                |
| 6                 | Jacksonville Jaguars    | V 16–14            | 2–4                | LP Field                |
| 7                 | at Washington Redskins  | S 17–19            | 2–5                | FedExField              |
| 8                 | Houston Texans          | S 16–30            | 2–6                | LP Field                |
| 9                 | Settimana di pausa      | Settimana di pausa | Settimana di pausa | Settimana di pausa      |
| 10                | at Baltimore Ravens     | S 7–21             | 2–7                | M&T Bank Stadium        |
| 11                | Pittsburgh Steelers     | S 24–27            | 2–8                | LP Field                |
| 12                | at Philadelphia Eagles  | S 24–43            | 2–9                | Lincoln Financial Field |
| 13                | at Houston Texans       | S 21–45            | 2–10               | NRG Stadium             |
| 14                | New York Giants         | S 7–36             | 2–11               | LP Field                |
| 15                | New York Jets           | S 11–16            | 2–12               | LP Field                |
| 16                | at Jacksonville Jaguars | S 13–21            | 2–13               | EverBank Field          |
| 17                | Indianapolis Colts      | S 10–27            | 2–14               | LP Field                |

Nota: Gli avversari della propria division sono in grassetto

## Classifiche

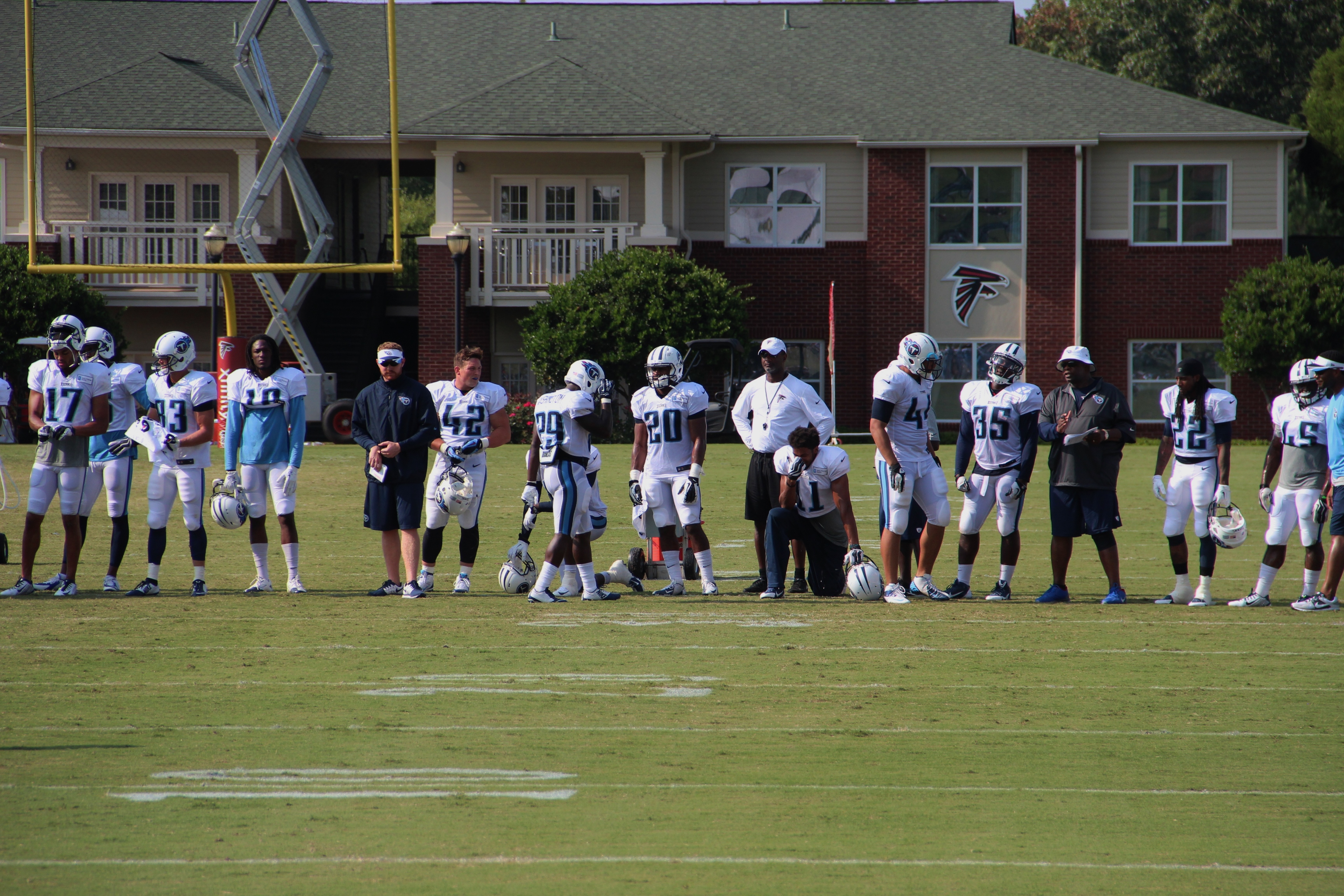
Ricevitori e altri attaccanti dei Tennessee Titans nel training camp 2014

| AFC South              | AFC South | AFC South | AFC South | AFC South | AFC South | AFC South | AFC South | AFC South | AFC South |
|                        | V         | S         | P         | %         | DIV       | CONF      | PF        | PS        | STR       |
| ---------------------- | --------- | --------- | --------- | --------- | --------- | --------- | --------- | --------- | --------- |
| (4) Indianapolis Colts | 11        | 5         | 0         | .688      | 6–0       | 9–3       | 458       | 369       | V1        |
| Houston Texans         | 9         | 7         | 0         | .563      | 4–2       | 8–4       | 372       | 307       | V2        |
| Jacksonville Jaguars   | 3         | 13        | 0         | .188      | 1–5       | 2–10      | 249       | 412       | S1        |
| Tennessee Titans       | 2         | 14        | 0         | .125      | 1–5       | 2–10      | 254       | 438       | S10       |